# Francine John-Calame
Francine John-Calame, née le 30 avril 1954 à La Chaux-de-Fonds, est une personnalité politique suisse membre des Verts.

## Biographie
Francine John-Calame anime l'Association de défense des chômeurs de La Chaux-de-Fonds, association qui se fait connaître en 1997 en lançant pratiquement seule le référendum contre la révision de l'Assurance chômage. Elle a également œuvré au sein de la Fédération Romande des Consommateurs (FRC), en tant que responsable du bureau d'information des consommateurs. Elle a achevé en 2003 une formation de médiatrice familiale.
Membre du Grand Conseil du canton de Neuchâtel de 1993 à 2002, elle est également conseillère communale (exécutif) au Cerneux-Péquignot de 2004 à 2008.
Elle est appelée à siéger au Conseil national en remplacement de Fernand Cuche le 31 mai 2005 et y est membre de la Commission de politique extérieure. Elle est réélue en 2007 puis en 2011. Depuis 2008, elle siège comme suppléante au Conseil de l'Europe.